# بر جدید (فیلم)
بَـرّ جدید (ایتالیایی: Nuovomondo) که در پخش جهانی با نام درب زرین (انگلیسی: Golden Door) ارائه شد، یک فیلم درام به کارگردانی امانوئله کریالسه است که در ۲۰۰۶ منتشر شد و دربارهٔ مهاجرت خانواده‌ای ایتالیایی به نیویورک در ایالات متحده آمریکا در آغاز قرن بیستم میلادی است.
این فیلم نخستین بار در جشنواره فیلم ونیز به‌نمایش درآمد و برندهٔ ۶ جایزه شد. مارتین اسکورسیزی در بازاریابی برای این فیلم نقش داشت و آنرا در جشنواره فیلم ترایبکا معرفی نمود.